# Mik Kaminski
Michael "Mik" Kaminski, angleški violinist, * 2. september 1951, Harrogate, Združeno kraljestvo.
Mik Kaminski je angleški glasbenik, najbolj znan po delovanju v skupini Electric Light Orchestra (ELO), katere član je, kot violinist, bil med letoma 1973 in 1986.

## Zgodnje življenje
Kaminski se je rodil v Harrogatu, North Yorkshire. Okrog svojega petega leta je Kaminski začel igrati violino. Njegova babica je bila učiteljica glasbe, njen prijatelj pa učitelj violine. V javnosti je prvič nastopil z Leeds Orchestra, ko je bil star 14 let. Šolal se je na Leeds School of Music. Med šolanjem je ustanovil skupino Cow, kjer sta igrala še njegova prijatelja John Hodgson (bobni) in John Marcangelo (klaviature, tolkala).

## Kariera
Leta 1973 se je pridružil skupini Joe Soap in sodeloval pri snemanju albuma Keep It Clean. Njihov producent Sandy Roberton je Kaminskega predlagal Andyju Robertsu, ki je za svoj album potreboval violinista. Kaminski je tako leta 1973 snemal album Andy Roberts & the Grand Stampede.
Po teh albumih je Kaminski v časopisu Melody Maker opazil oglas za delovno mesto violinista pri skupini Electric Light Orchestra (ELO) in se prijavil na razpis. Po dveh intervjujih z Jeffom Lynnom je postal član skupine ELO in je postal edini član skupine, ki mu na avdiciji ni bilo potrebno zaigrati niti enega tona.
Kaminski je na začetku svojega delovanja pri ELO nosil ogrinjalo in s tem poskušal posnemati svojega predhodnika Wilfreda Gibsona, kmalu pa je začel uporabljati zanj značilno modro violino, na katero še vedno igra. S skupino ELO je posnel šest studijskih albumov in štiri albume v živo.
Kaminski je bil eden izmed treh preostalih godalcev skupine ko se je Lynne odločil, da so odveč potrebam skupine. Kljub temu se je Kaminski udeležil turnej ELO ob izidu albumov Time in Balance of Power, leta 1983 pa je sodeloval pri snemanju singla "Rock 'n' Roll Is King". Leta 1986 je Lynne dejal, da nima več načrtov s skupino ELO in skupina je razpadla. Kaminski in Kelly Groucutt sta želela še naprej koncertirati z repertoarjem ELO, zato sta ustanovila skupino OrKestra, ki je izdala albuma Beyond the Dream (1991) in Roll Over Beethoven (1993). Skupina je z delovanjem prenehala leta 1992, ko sta se tako Kaminski kot Groucutt pridružila sorodni skupini ELO Part II. Kaminski je bil njen član vse do razpada skupine leta 2000.
Poleg hitov s skupino ELO, je Kaminski v začetku leta 1979 dosegel Top 40 britanske lestvice singlov kot frontman skupine Violinski s singlom "Clog Dance".
Leta 2000 se je pridružil naslednici skupine ELO Part II, The Orchestra, s katero še vedno igra.
Leta 2011 je Kaminski sodeloval pri snemanju drugega studijskega albuma angleško-irskega akustičnega dueta Fay & Latta, Beauty in Chaos.

## Osebno življenje
Kaminski je poročen, leta 1988 pa se mu je rodila hči Danielle.

## Diskografija
| Electric Light Orchestra - On the Third Day (1973) - The Night the Light Went On in Long Beach (1974) - Eldorado (1974) - Face the Music (1975) - A New World Record (1976) - Out of the Blue (1977) - Secret Messages (1983) - Live at Wembley '78 (1998) - Live at Winterland '76 (1998) - The BBC Sessions (1999) - Live at the BBC (1999) Violinski - No Cause for Alarm (1979) - Stop Cloning About (1980) - Whirling Dervish (1982) - Clog Dance: The Very Best of Violinski (2007) | OrKestra - Beyond the Dream (1991) - Roll Over Beethoven (1993) ELO Part II - Electric Light Orchestra Part Two (1990) - Moment of Truth (1994) - One Night (1996) The Orchestra - No Rewind (2001) - The Orchestra Live (2008) Ostalo - Joe Soap: Keep It Clean (1973) - Andy Roberts: Andy Roberts & the Grand Stampede (1973) - Kelly Groucutt: Kelly (1981) - Fay & Latta: Beauty in Chaos (2011) |